# Louis Verboven
Louis Verboven, né à Anvers le 21 février 1909, où il est mort le 14 mars 1967, est un joueur de football international belge actif durant l'entre-deux-guerres. Il joue comme défenseur pour Berchem Sport et l'Olympic Charleroi.

## Carrière
Natif d'Anvers, Louis Verboven fait ses débuts dans le football au Berchem Sport en 1925, à seulement 16 ans. Le club évolue en Division d'Honneur, le plus haut niveau national, terminant chaque saison en milieu de classement. En 1931, l'équipe décroche une belle troisième place grâce à une défense solide, la meilleure de la série. Les bonnes prestations de Louis Verboven ne passent pas inaperçues et lui permettent d'être appelé en équipe nationale belge pour disputer un match amical en mars 1931. Malheureusement, les résultats du club sont moins bons par la suite et en 1933, Berchem ne peut éviter la dernière place, synonyme de relégation en Division 1. Le joueur reste fidèle à ses couleurs et l'aide à conquérir le titre haut la main dans sa série avec onze points d'avance sur ses deux poursuivants, la meilleure attaque et la meilleure défense. Il joue encore un an pour Berchem Sport puis quitte le club en 1935 lorsqu'il part travailler dans la région de Charleroi.
Louis Verboven n'arrête pas le football pour autant et s'affilie à l'Olympic Club de Charleroi, qui milite alors en Promotion, le troisième et dernier niveau national. Accompagné par son ancien équipier Edouard Van Brandt, il aide le club à remporter le titre dans sa série après un test-match victorieux contre le rival du Sporting Charleroi. Le club poursuit sur sa lancée après l'accession à la Division 1 et remporte un second titre consécutif, qui lui permet d'atteindre la Division d'Honneur pour la première fois de son histoire en 1937. Louis Verboven joue encore deux ans avec l'Olympic et met un terme à sa carrière de joueur lors du déclenchement de la Seconde Guerre mondiale.
En 1942, Louis Verboven retourne dans la région d'Anvers et est nommé entraîneur du FC Rijkevorsel, un club qui évolue encore dans les séries provinciales. Il est le premier à y occuper ce poste à temps plein, qu'il conserve pendant un an. En 1948, il prend en main l'équipe de Berchem Sport, qu'il mène deux saisons de suite à la deuxième place du championnat, chaque fois derrière Anderlecht.

## Statistiques
| Saison                | Club                  | Championnat           | Championnat | Championnat | Coupe(s) nationale(s) | Coupe(s) nationale(s) | Total | Total |
| Saison                | Club                  | Division              | M.          | B.          | M.                    | B.                    | M.    | B.    |
| 1925-1926             | Berchem Sport         | Division 1            | -           | -           | 0                     | 0                     | 0     | 0     |
| 1926-1927             | Berchem Sport         | Division 1            | -           | -           | -                     | -                     | 0     | 0     |
| 1927-1928             | Berchem Sport         | Division 1            | -           | -           | 0                     | 0                     | 0     | 0     |
| 1928-1929             | Berchem Sport         | Division 1            | -           | -           | 0                     | 0                     | 0     | 0     |
| 1929-1930             | Berchem Sport         | Division 1            | -           | -           | 0                     | 0                     | 0     | 0     |
| 1930-1931             | Berchem Sport         | Division 1            | -           | -           | 0                     | 0                     | 0     | 0     |
| 1931-1932             | Berchem Sport         | Division 1            | -           | -           | 0                     | 0                     | 0     | 0     |
| 1932-1933             | Berchem Sport         | Division 1            | -           | -           | 0                     | 0                     | 0     | 0     |
| 1933-1934             | Berchem Sport         | Division 2            | -           | -           | 0                     | 0                     | 0     | 0     |
| 1934-1935             | Berchem Sport         | Division 1            | -           | -           | -                     | -                     | 0     | 0     |
| Sous-total            | Sous-total            | Sous-total            | -           | -           | -                     | -                     | 0     | 0     |
| 1935-1936             | Olympic Charleroi     | Division 3            | -           | -           | 0                     | 0                     | 0     | 0     |
| 1936-1937             | Olympic Charleroi     | Division 2            | -           | -           | 0                     | 0                     | 0     | 0     |
| 1937-1938             | Olympic Charleroi     | Division 1            | -           | -           | 0                     | 0                     | 0     | 0     |
| 1938-1939             | Olympic Charleroi     | Division 1            | -           | -           | 0                     | 0                     | 0     | 0     |
| Sous-total            | Sous-total            | Sous-total            | -           | -           | -                     | -                     | 0     | 0     |
| Total sur la carrière | Total sur la carrière | Total sur la carrière | 1           | -           | -                     | -                     | 1     | 0     |

## Palmarès
- 2 fois champion de Division 2 belge en 1934 avec Berchem Sport et en 1937 avec l'Olympic Charleroi.
- 1 fois champion de Division 3 belge en 1936 avec l'Olympic Charleroi.

## Carrière internationale
Louis Verboven compte deux convocations en équipe nationale belge, pour autant de matches joués. Il dispute son premier match avec les « Diables Rouges » le 29 mars 1931 lors d'un match amical contre les Pays-Bas. Il doit ensuite attendre deux ans avant de revenir en équipe nationale pour jouer un second match le 9 avril 1933, à nouveau contre les Pays-Bas.
Le tableau ci-dessous reprend toutes les sélections de Louis Verboven. Le score de la Belgique est toujours indiqué en gras.
| Date       | Compétition  | Adversaire | Lieu      | Score | Remarque |
| ---------- | ------------ | ---------- | --------- | ----- | -------- |
| 29/03/1931 | Match amical | Pays-Bas   | Amsterdam | 3-2   |          |
| 09/04/1933 | Match amical | Pays-Bas   | Anvers    | 1-3   |          |